# Заваль
Заваль — село в Куйтунском районе Иркутской области России. Входит в состав Новотельбинского сельского поселения.

## География
Село находится на расстоянии 50 км к северо-востоку от рабочего посёлка Куйтун, административного центра района.

## История
История села началось в 1669 году, на правом берегу реки Ока, среди сплошной тайги. 
Изначально оно имело название «Скорописный камень» поскольку недалеко от него над рекой была отвесная скала с изображениями диких животных.
Учены предполагают, что эти изображения были высечены до нашей эры.
В 1830 -м году название села поменялось на Заваль, пришедшее от заваленного берега Оки бревнами. Первыми первопоселенцами
стали ссыльные. На тот момент в селе размещалось 75 дворов и проживало 350 человек. Основным занятием была охота и рыбалка. 
Сельским хозяйством занимались очень мало в связи с особенностями климата, а так же трудностей связанных с отвоевыванием пахотных земель у тайги: приходилось работать не только лопатой, но и топором, срубая вековые деревья, выкорчевывать и отвозить на повозках и лошадях в сторону.
В Завальский сельсовет Куйтунского района входили села, расположенные на левом берегу Оки: Юльевка, Заваль, Тельба, Кочегарка,
Братская Када, Булуктуй. 
В 1891 году открыли первую школу на 100 учеников. Медпункта не было, пользовались услугами фельдшера из Кимильтейской волости.
Только с 1900 года стали развивать сельское хозяйство. В 1930 году на смену сохе и ручному труду пришли сеялки, жатки, молотилки и другой инвентарь. С приходом Советской власти появились колхозы, которые со временем объединились в крупные коллективные предприятия. Заваль вошел в сельхозартель «Путь к коммунизму».
В 1917 году население составляло порядка 350 человек.
В 1922 году была организована коммуна из 8 хозяйств. Для жителей построили 12-ти квартирный дом, столовую, имелись 16 лошадей, 8 плугов, жатку, молотилку, веялку и др. инвентарь. Открылась кооперативная лавка. В 1926 году коммуна распалась, но появилась новая, под руководством Белоусова С.М.. В 1930-м году она преобразовалась в колхоз «Память Ленина». В этом же году открыли медпункт и больницу на 25 коек. Открыли первый клуб. В 1933 году образовался еще один колхоз - «Красный охотник», в котором основным занятием была охота. Помимо охоты в колхозе так же занимались земледелием. К 1940 году в нем имелось 65 лошадей, 30 плугов, в достаточном количестве жаток, молотилок. Этот колхоз собирал высокие урожаи. В 1940 году колхозы объединили.
В 1935 году было открыто первое почтовое отделение, в селе была телефонная связь и две радиостанции.
В 1952 году построили народную больницу, в 1954 году провели электричество.
В 19675 году открыли аптеку и построили здание почты. В 1977 году появился аэропорт.
В 2006 году население села составляло порядка 30 человек.

## Население
| 2002 | 2010 | 2011 | 2012 |
| ---- | ---- | ---- | ---- |
| 61   | ↘5   | →5   | →5   |

### Половой состав
По данным Всероссийской переписи, в 2010 году в селе проживало 5 человек (4 мужчины и 1 женщина).